# 아사히촌 (아이치현 나카시마군)
아사히촌(朝日村)은 아이치현 나카시마군에 설치되었던 촌이다. 현재의 이치노미야시 남서부에 해당한다.